# Tibouchina chiapensis
Tibouchina chiapensis är en tvåhjärtbladig växtart som beskrevs av John Julius Wurdack. Tibouchina chiapensis ingår i släktet Tibouchina och familjen Melastomataceae. Inga underarter finns listade i Catalogue of Life.